# Col du Pillon
Il Col du Pillon è un passo di montagna tra Canton Vaud e Canton Berna, Svizzera. Collega la località di Le Sépey (comune di Ormont-Dessous) con Gstaad. Scollina a un'altitudine di 1546 m s.l.m.
Dal punto di vista orografico il valico separa le Alpi Bernesi a sud dalle Prealpi Svizzere a nord.